# Арутюнян, Левон Асатурович
Левон Асатурович Арутюнян (арм. Լևոն Ասատուրի Հարությունյան; 1903—1973) — советский учёный и педагог, гигиенист, доктор медицинских наук, профессор, член-корреспондент АМН СССР (1961). Заслуженный деятель науки Армянской ССР (1956). Ректор Ереванского медицинского института (1958—1960).

## Биография
Родился 10 сентября 1903 года в селе Кядуксатилмиш Карсской области. 
С 1922 по 1927 год обучался на медицинском факультете Ереванского государственного университета.
С 1927 по 1930 года на педагогической работе в Ереванском университете в должности ассистента кафедры общей гигиены и одновременно с педагогической занимался и клинической деятельностью в Ереванском городском здравоохранительном отделе в должности заведующего санитарно-эпидемиологическим отделом. 
С 1930 по 1932 год на научной работе в Ереванском санитарно-гигиеническом институте в должности заведующего отделом гигиены питания, одновременно с педагогической занимался и клинической работой в Санитарно-эпидемическом управления Народного комиссариата здравоохранения Армянской ССР в должности — заместителя начальника этого управления. 
С 1932 по 1973 год на педагогической работе на санитарно-гигиеническом факультете Ереванского медицинского института в должностях: с 1932 по 1934 год и с 1942 по 1950 год — заведующий кафедрой гигиены питания, с 1934 по 1942 год — доцент и с 1950 по 1972 год — заведующий кафедры общей гигиены. С 1943 по 1948  и с 1969 по 1971 год — проректор этого института по науке а с 1958 по 1960 год являлся ректором этого института. Помимо основной деятельности Л. А. Арутюнян являлся — главным гигиенистом Армянской ССР. С 1971 года принимал активное участие в организации и создании Института гигиены Армянской ССР.

### Научно-педагогическая деятельность
Основная научно-педагогическая деятельность Л. А. Арутюняна была связана с вопросами в области коммунальной гигиены, гигиены питания её истории.   Л. А. Арутюнян являлся председателем Армянского научного общества гигиенистов и санитарных врачей.
В 1961 году он был избран член-корреспондентом АМН СССР. Под руководством Л. А. Арутюняна было написано около ста трёх научных работ, в том числе таких работ как:  «Антицынготные свойства виноградных листьев» (1939), «Содержание соланина в картофеле и его роль в пищевых отравлениях» (1940),  «Некоторые итоги физиологической оценки пищевых продуктов в условиях хронического эксперимента» (1953), «Влияние мяса разной степени созревания на секреторную и двигательную функции желудка» (1954), «Изучение физиологической активности некоторых национальных блюд по их действию на секрецию желудка» (1957). В 1956 году за заслуги в области медицины и науки ему было присвоено почётное звание — Заслуженный деятель науки Армянской ССР.
Скончался 11 мая 1973 года в Ереване.